# Триніг (пам'ятка природи)
Трині́г (Скеля Кам'яний Триніг) — комплексна пам'ятка природи (також геологічна пам'ятка природи) місцевого значення в Україні.  

## Розташування
Розташована в межах  Бродівського району Львівської області, на південний захід від села Черниця і за 3 км на південний схід від села Переліски. Заповідний об'єкт розташований у Підкамінському лісництві, кв. 45, вид. 12. Під'їзд ґрунтовою дорогою від села Пониква до підніжжя пагорба, далі — стежкою через ліс. Пам'ятка природи «Триніг» входить до складу Національного природного парку «Північне Поділля». 
Місцевість, де розташована комплексна пам'ятка природи «Триніг», здавна йменується як «Брідська Швейцарія». Саме тут серед мальовничих лісових пагорбів Верхобузького пасма бере початок річка Стир. Пониквянська «затока» вклинюється у Вороняцьке пасмо між Ясенівським і Боратинським так званими «півостровами». Долину оточує підкова з гір Всадки, Триніг, Збараж, Ведмедецька. 

## Опис
Площа пам'ятки природи 5,5 га. Створена рішенням Львівського облвиконкому від 09.10.1984 року № 495. з метою збереження в природному стані унікального  високопродуктивного букового насадження в комплексі з унікальною скелею. 
Сама скеля Триніг розташована в лісі на вершині однойменного пагорба Триніг, що в межах низькогірного пасма Вороняки. Триніг — ерозійний останець вапнякових пісковиків сарматського регіоярусу верхнього міоцену (11 млн років тому). Триніг має форму плити розміром 7х4х3 м, яка лежить на трьох ногах-опорах. Така форма — результат дії водної та вітрової ерозії. Збоку скеля нагадує тварину, готову до стрибка. Звідси і походження назви. До 13-17 століття Триніг, разом з такими місцями, як Гора Рожаниця, узгір'я Баба, Старий Кут, Високий Камінь, був одним із язичницьких святилищ. 
Окрасою пам'ятки природи «Триніг» також є гора Збараж (412 м) з кам'яними виходами. 

### Історико-культурні пам'ятки неподалік від «Тринога»
- Кам'яні останці на горі Збараж
- Природні джерела:
  - Джерело «Витік річки Стир»[2]. Джерело у підніжжі гори Збараж є одним із багатьох витоків річки Стир. Саме тут, неподалік від пам'ятки природи «Триніг», бере початок річка Стир.
  - Джерело «Кам'яні потоки».
- Печера — грот язичницького періоду, що є своєрідною усипальницею дохристиянського періоду. Розташована поруч із кам'яним останцем — мегалітом за назвою «Лежачий пес». У грудні 2015 року відбулось розчищення та обстеження гроту, розміри якого сягають 5—6 м³,[3] було виявлено людське поховання — останки п'ятьох людей, кістки яких частково обпалені. Також виявлено фрагменти кераміки періоду Київської Русі. Печеру та вхід до неї розчищено та облаштовано для безпечного доступу відвідувачів. Цікавим цей грот є тим, що тут можна побачити сталактити — мінеральні утворення у вигляді химерних форм, які виступають зі стелі гроту.
- Колишня каменоломня.
- Залишки військових бліндажів періоду Другої світової війни.

### Природа
Екологічний стан довкілля — добрий. Об'єкт занесений до списку геологічних пам'яток України.
Відповідно до геоботанічного районування України пам'ятка природи «Триніг» належить до Гологоро-Вороняківського геоботанічного району Кременецько-Хотинського округу букових і дубово-букових лісів східноєвропейської провінції європейської широколистянолісової області. 
Завдяки своєму географічному розташуванню та своєрідній історії формування ландшафту на території комплексної пам'ятки природи «Триніг» росте також чимало рослин, які мають наукове та естетичне значення. Зокрема:
- Буки — патріархи — високопродуктивне букове насадження природного походження;
- коручка морозникоподібна — рідкісна рослина, яка потребує охорони. Причиною зміни її чисельності є вирубка лісів;
- вовчі ягоди звичайні (вовче лико) — отруйна рослина, проте потребує охорони. Нерідко ягодами вовчого лика отруюються діти, доза в 10-15 ягід уже смертельна. Через наявність у рослині пекучого гострого соку тварини її не їдять. Протиотрута — ковтання льоду, морфій, слизові відвари;
- анемона дібровна — декоративна рослина, яка потребує охорони. Квітки анемони закриваються на ніч і перед дощем — це засіб для захисту пилку від вологи. Розмножується кореневищами і насінням. Цвітіння настає тільки на 10-12 рік після висівання насіння. Якщо навесні кореневище залишається без наземної частини, рослина гине. Ось чому не слід зривати її на букети;
- плющ звичайний — вічнозелений виткий кущ, який своїми численними присоскоподібними коренями прикріплюється до сторонніх предметів (дерев, скель тощо). Плющ іноді досягає 30 м у висоту;
- горлянка повзуча — латинську назву цього роду утворено від слова, що означає «виганяти». Видова назва в перекладі з латинської мови — повзуча. Українська назва пов'язана з особливостями будови рослини. В Україні росте близько 10 видів горлянки. Горлянку повзучу використовують у народній медицині. Добра медоносна і декоративна рослина. Трава містить алкалоїди, дубильні речовини, ефірні олії. Для виготовлення лікарських форм збирають траву під час цвітіння.

Багатою є фауна цієї території. Тут можна зустріти козулю європейську, свиню дику, борсука, лисицю, ящірку прудку, жука-носорога.

## Галерея

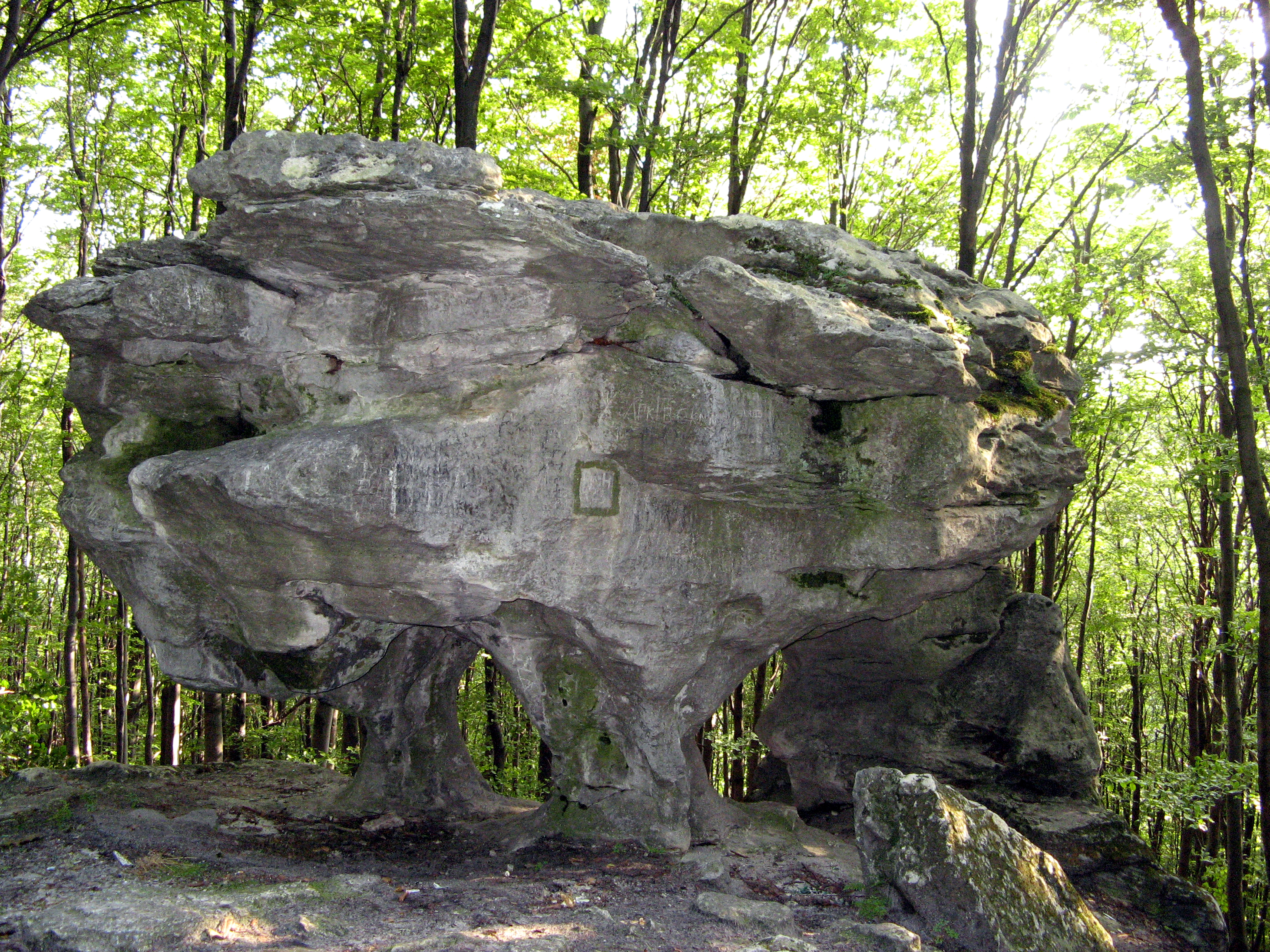
Скеля Триніг
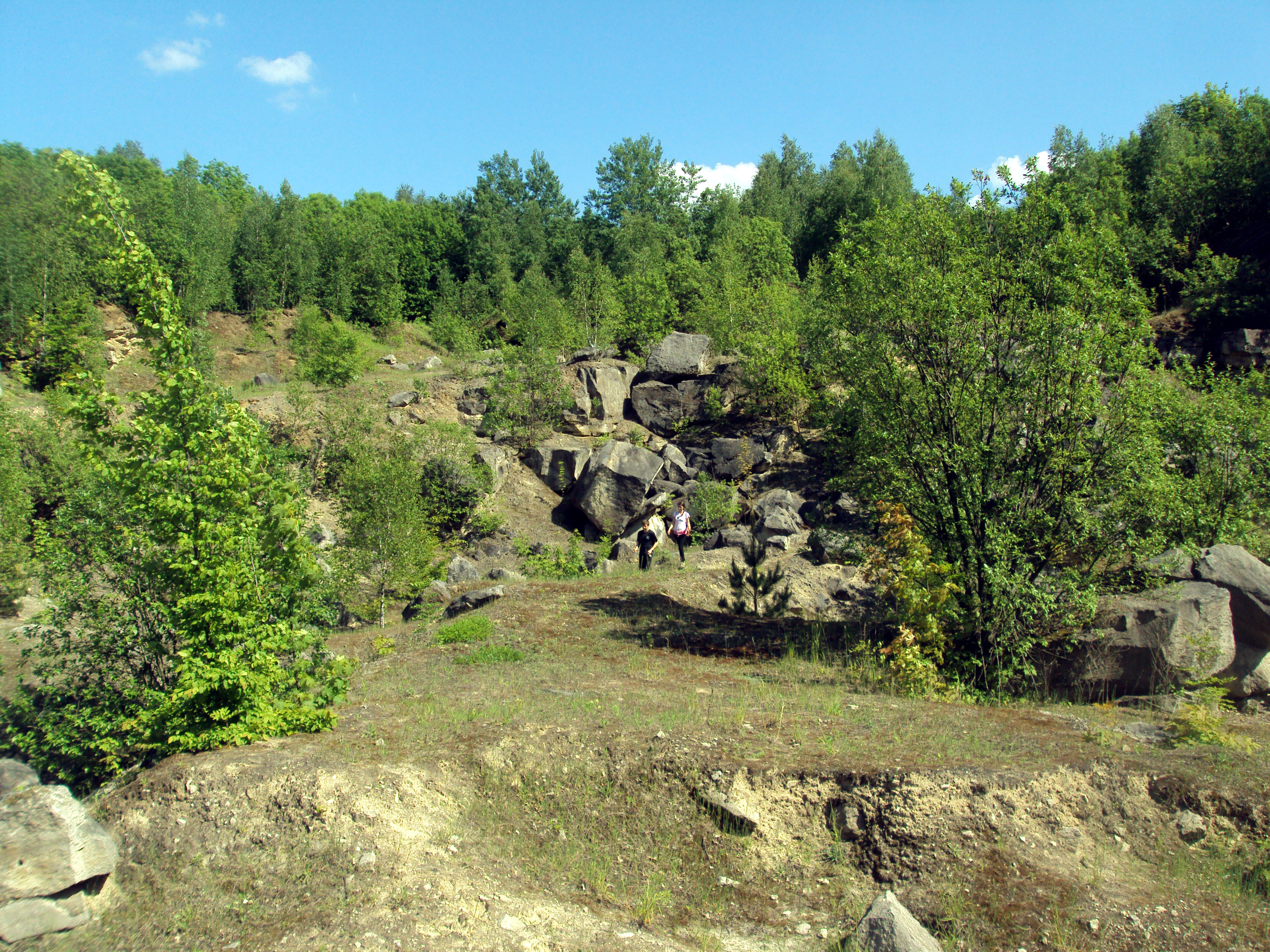
Стара Каменеломня
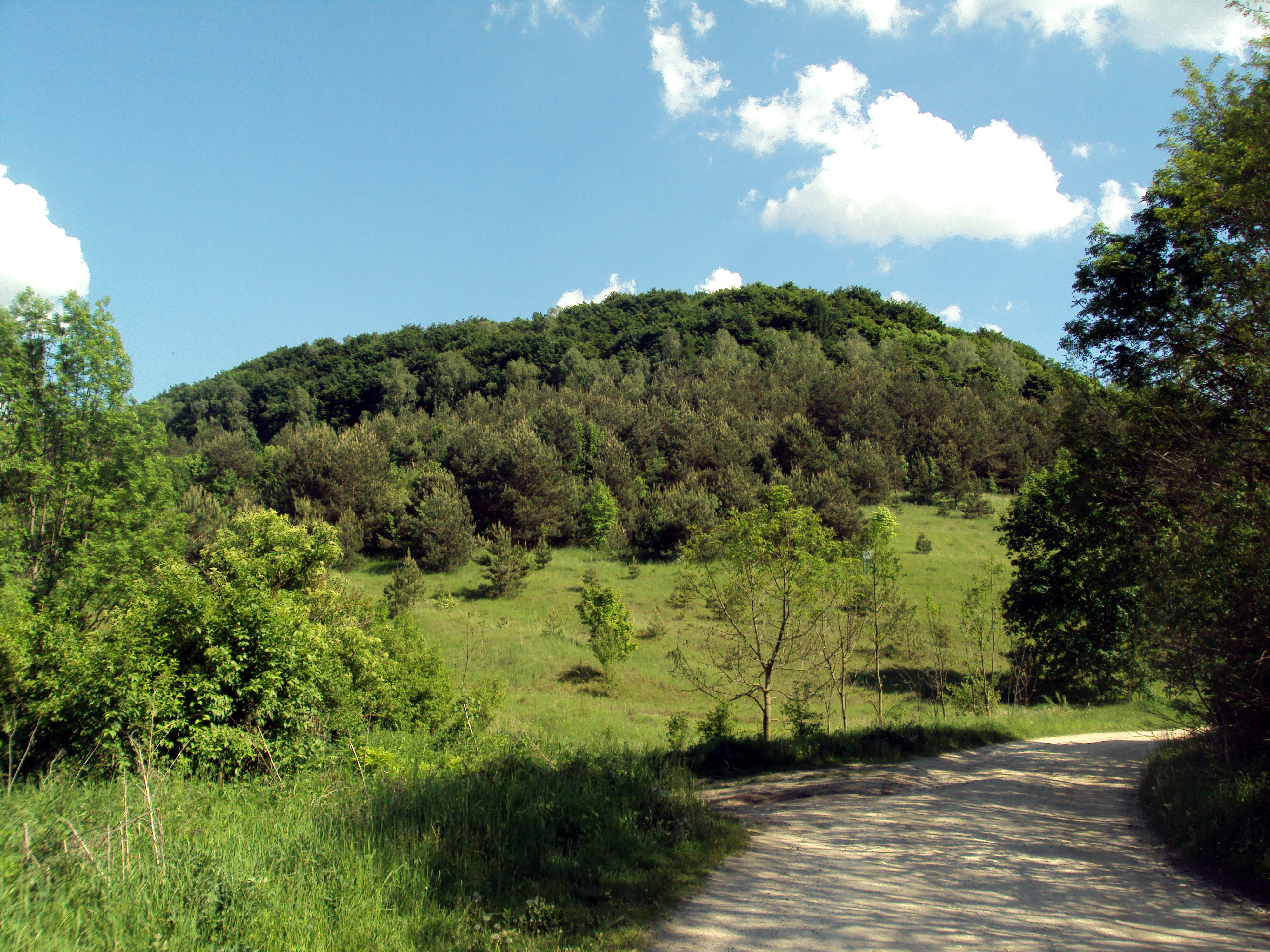
Гора Збараж
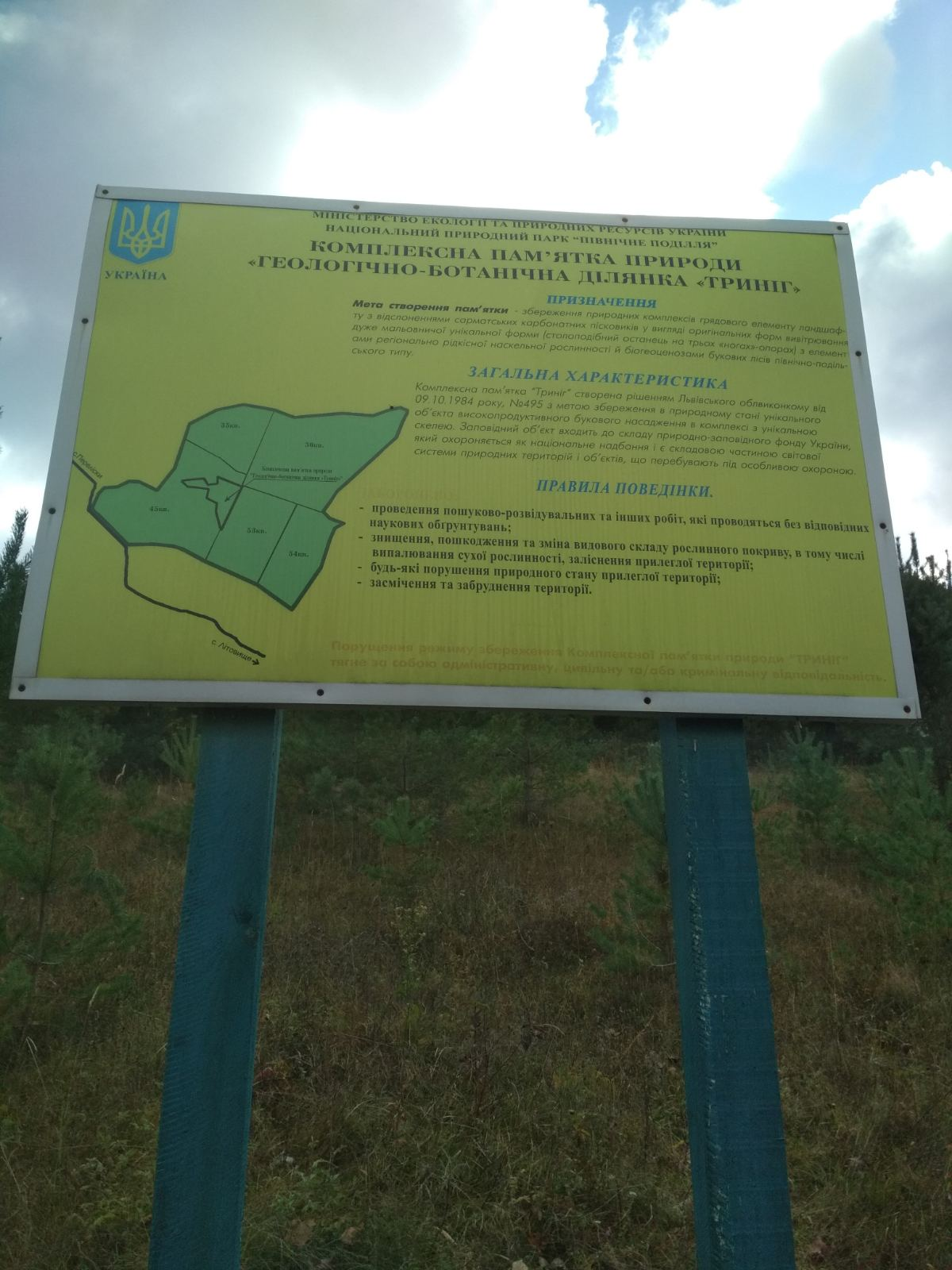
Інформаційний щит